# لیوبوف سره‌دا
لیوبوف سره‌دا (به انگلیسی: Liubov Sereda) ژیمناست زادهٔ تاریخ ورودی نامعتبر است میلادی اهل کشور شوروی است.